# Paris Masters 2001 - Qualificazioni singolare
Le qualificazioni del singolare  del Paris Masters 2001 sono state un torneo di tennis preliminare per accedere alla fase finale della manifestazione. I vincitori dell'ultimo turno sono entrati di diritto nel tabellone principale. In caso di ritiro di uno o più giocatori aventi diritto a questi sono subentrati i lucky loser, ossia i giocatori che hanno perso nell'ultimo turno ma che avevano una classifica più alta rispetto agli altri partecipanti che avevano comunque perso nel turno finale.
Le qualificazioni del torneo Paris Masters 2001 prevedevano 24 partecipanti di cui 6 sono entrati nel tabellone principale.

## Teste di serie
1. Félix Mantilla (primo turno)
2. Francisco Clavet (Qualificato)
3. Fernando Vicente (primo turno)
4. Andrea Gaudenzi (primo turno)
5. Michail Južnyj (primo turno)
6. Lars Burgsmüller (ultimo turno)

1. Antony Dupuis (Qualificato)
2. Sébastien de Chaunac (primo turno)
3. Davide Sanguinetti (primo turno)
4. Karol Kučera (primo turno)
5. Ramón Delgado (ultimo turno)
6. Christophe Rochus (Qualificato)

## Qualificati
1. Federico Luzzi
2. Francisco Clavet
3. Antony Dupuis

1. Nicolas Mahut
2. Christophe Rochus
3. Karol Kučera

## Tabellone

### Legenda
| - Q = Qualificato - WC = Wild card - LL = Lucky loser | - ALT = Alternate - SE = Special Exempt - PR = Protected Ranking | - w/o = Walkover - r = Ritirato - d = Squalificato |

### Sezione 1
|  | Primo turno | Primo turno        | Primo turno | Primo turno | Primo turno |  |  | Ultimo turno    | Ultimo turno    | Ultimo turno | Ultimo turno | Ultimo turno |  |
|  |             |                    |             |             |             |  |  |                 |                 |              |              |              |  |
|  |             | Michael Russell    | 4           | 6           | 6           |  |  |                 |                 |              |              |              |  |
|  | 1           | Félix Mantilla     | 6           | 4           | 1           |  |  | Michael Russell | Michael Russell | 65           | 7            | 3            |  |
|  |             | Federico Luzzi     | 6           | 3           | 6           |  |  | Federico Luzzi  | Federico Luzzi  | 7            | 65           | 6            |  |
|  | 9           | Davide Sanguinetti | 3           | 6           | 3           |  |  |                 |                 |              |              |              |  |

### Sezione 2
|  | Primo turno | Primo turno        | Primo turno        | Primo turno | Primo turno |  |  | Ultimo turno | Ultimo turno     | Ultimo turno | Ultimo turno | Ultimo turno |  |
|  |             |                    |                    |             |             |  |  |              |                  |              |              |              |  |
|  | 2           | Francisco Clavet   | Francisco Clavet   | 6           | 6           |  |  |              |                  |              |              |              |  |
|  |             | Paul-Henri Mathieu | Paul-Henri Mathieu | 0           | 4           |  |  | 2            | Francisco Clavet | 6            | 3            | 6            |  |
|  | 11          | Ramón Delgado      | Ramón Delgado      | 6           | 6           |  |  | 11           | Ramón Delgado    | 2            | 6            | 1            |  |
|  |             | Marc Rosset        | Marc Rosset        | 3           | 4           |  |  |              |                  |              |              |              |  |

### Sezione 3
|  | Primo turno | Primo turno      | Primo turno      | Primo turno | Primo turno |  |  | Ultimo turno | Ultimo turno     | Ultimo turno     | Ultimo turno | Ultimo turno |  |
|  |             |                  |                  |             |             |  |  |              |                  |                  |              |              |  |
|  |             | Julien Benneteau | Julien Benneteau | 6           | 6           |  |  |              |                  |                  |              |              |  |
|  | 3           | Fernando Vicente | Fernando Vicente | 1           | 3           |  |  |              | Julien Benneteau | Julien Benneteau | 4            | 5            |  |
|  | 7           | Antony Dupuis    | Antony Dupuis    | 6           | 6           |  |  | 7            | Antony Dupuis    | Antony Dupuis    | 6            | 7            |  |
|  |             | Magnus Larsson   | Magnus Larsson   | 4           | 4           |  |  |              |                  |                  |              |              |  |

### Sezione 4
|  | Primo turno | Primo turno          | Primo turno          | Primo turno          | Primo turno |  |  | Ultimo turno         | Ultimo turno         | Ultimo turno         | Ultimo turno | Ultimo turno |  |
|  |             |                      |                      |                      |             |  |  |                      |                      |                      |              |              |  |
|  |             | Nicolas Mahut        | Nicolas Mahut        | 7                    | 7           |  |  |                      |                      |                      |              |              |  |
|  | 4           | Andrea Gaudenzi      | Andrea Gaudenzi      | 63                   | 611         |  |  | Nicolas Mahut        | Nicolas Mahut        | Nicolas Mahut        | 7            | 6            |  |
|  |             | Sébastien de Chaunac | Sébastien de Chaunac | Sébastien de Chaunac | 6           |  |  | Sébastien de Chaunac | Sébastien de Chaunac | Sébastien de Chaunac | 5            | 3            |  |
|  | 8           | Markus Hipfl         | Markus Hipfl         | Markus Hipfl         | 1r          |  |  |                      |                      |                      |              |              |  |

### Sezione 5
|  | Primo turno | Primo turno       | Primo turno       | Primo turno | Primo turno |  |  | Ultimo turno | Ultimo turno      | Ultimo turno | Ultimo turno | Ultimo turno |  |
|  |             |                   |                   |             |             |  |  |              |                   |              |              |              |  |
|  |             | Attila Sávolt     | 7                 | 5           | 6           |  |  |              |                   |              |              |              |  |
|  | 5           | Michail Južnyj    | 65                | 7           | 2           |  |  |              | Attila Sávolt     | 6            | 3            | 4            |  |
|  | 12          | Christophe Rochus | Christophe Rochus | 5           | 2           |  |  | 12           | Christophe Rochus | 1            | 6            | 6            |  |
|  |             | Adrian Voinea     | Adrian Voinea     | 7           | 0r          |  |  |              |                   |              |              |              |  |

### Sezione 6
|  | Primo turno | Primo turno      | Primo turno      | Primo turno | Primo turno |  |  | Ultimo turno | Ultimo turno     | Ultimo turno     | Ultimo turno | Ultimo turno |  |
|  |             |                  |                  |             |             |  |  |              |                  |                  |              |              |  |
|  | 6           | Lars Burgsmüller | Lars Burgsmüller | 6           | 6           |  |  |              |                  |                  |              |              |  |
|  |             | Ivo Karlović     | Ivo Karlović     | 4           | 4           |  |  | 6            | Lars Burgsmüller | Lars Burgsmüller | 3            | 1            |  |
|  |             | Karol Kučera     | Karol Kučera     | 6           | 6           |  |  |              | Karol Kučera     | Karol Kučera     | 6            | 6            |  |
|  | 10          | Nicolás Massú    | Nicolás Massú    | 4           | 4           |  |  |              |                  |                  |              |              |  |